# Stan McMeekan
Stanley McMeekan, detto Stan (Birmingham, 7 marzo 1925 – Solihull, 6 ottobre 1971), è stato un cestista britannico.

## Carriera
Era il fratello gemello di Sid McMeekan; entrambi hanno giocato nel Birmingham Dolobran e hanno disputato le Olimpiadi londinesi del 1948 con il Gran Bretagna, classificandosi al 20º posto.